# 몽탄초등학교
몽탄초등학교는 대한민국 전라남도 무안군 몽탄면 사천리에 있는 공립 초등학교다.
현재 이 학교는 학령수 감소로 인해 폐교 위기를 겪고 있고, 수학체험 등 남악, 오룡, 무안읍 지역의 아이들을 끌어오기 위해 조식, 통학버스 제공 등 최선을 다하고 있다. 

## 학교 연혁
- 1929년 6월 1일 박곡공립보통학교 개교(설립인가 5월 15일)
- 1938년 4월 1일 몽탄공립심상소학교 개칭
- 1941년 4월 1일 몽탄공립국민학교 개칭
- 1947년 6월 1일 몽탄국민학교 명칭 변경
- 1981년 3월 21일 병설유치원 개원
- 1985년 3월 1일 이산분교장 통합
- 1988년 3월 1일 특수학급 설치
- 1991년 3월 1일 몽탄서국민학교 통합
- 1996년 3월 1일 몽탄초등학교로 개칭
- 2009년 3월 1일 몽탄면 3개교 통폐합(몽탄, 몽탄남, 몽탄북)
- 2010년 5월 20일 신축 건물 이전
- 2020년 2월 14일 제88회 졸업식(남 4명, 여 4명/총 6,029명)
- 2020년 9월 1일 제39대 임도선 교장 부임

## 학교 상징
- 우리 학교 꽃 - 동백꽃(희망, 평화) : 늘 푸른 잎을 지닌 상록 교목으로 한겨울을 이기고 꽃을 피우듯이 희망과 평화를 지닌 아름다운 어린이가 되자.
- 우리 학교 나무 - 소나무(끈기, 인내력) : 사철 푸른 소나무와 같이 파랗고 굳센 마음씨로 끈기있고, 인내력 있는 어린이가 되자.
- 우리 학교 색 - 녹색(생명력, 신념) : 넓고 푸른 평야의 양떼처럼 평화롭고 울창한 수풀처럼 건강하고 씩씩하게 자라서 이 나라의 훌륭한 일꾼이 되자.

## 참고 자료
- 몽탄초등학교 - 한국교육학술정보원 학교알리미